# Twój Victor
Twój Victor (oryg. Love, Victor) – amerykański serial młodzieżowy, komediodramat z 2020 roku. Twórcami i showrunnerami serialu są Issac Aptaker i Elizabeth Berger. W rolach głównych wystąpili: Michael Cimino, Rachel Hilson, Anthony Turpel, Bebe Wood, Mason Gooding, George Sear, Isabella Ferreira, Mateo Fernandez, James Martinez, Ana Ortiz, Ava Capri i Anthony Keyvan.
Serial jest kontynuacją filmu Twój Simon z 2018 roku. W pierwszym sezonie poznajemy nowego ucznia w Creekwood High School, Victora Salazara, który zmaga się ze swoją orientacją seksualną, problemami w nowej szkole i w rodzinie. Pomaga mu w tym Simon Spier, absolwent tej szkoły, z którym Victor kontaktuje się przez media społecznościowe. W drugim sezonie Victor musi poradzić sobie z następstwami ujawnienia się przed najbliższymi oraz zawirowaniami w związku z Benjim.Natomiast w trzecim sezonie Victor wraz z rodziną i przyjaciółmi radzą sobie z nowymi sytuacjami oraz zastanawiają się nad swoją przyszłością po ukończeniu szkoły średniej. Swoje role z filmu powtórzyli Nick Robinson, Keiynan Lonsdale, Natasha Rothwell i Josh Duhamel.
Twój Victor zadebiutował 17 czerwca 2020 roku w serwisie Hulu. Trzeci i zarazem ostatni sezon miał premierę 15 czerwca 2022 roku. Serial został zakończony po dwudziestu ośmiu odcinkach. W Polsce serial pojawił się 14 czerwca 2022 roku na Disney+. Twój Victor otrzymał przeważnie pozytywne recenzje od krytyków. 

## Obsada

### Główna
- Michael Cimino jako Victor Salazar, nowy uczeń w Creekwood High School, który zmaga się ze swoją orientacją seksualną i uczy się życia w nowym miejscu[5][6].
- Rachel Hilson jako Mia Brooks, przyjaciółka i była dziewczyna Victora. Spotykali się przed jego coming outem[7][6].
- Anthony Turpel jako Felix Westen, nowy sąsiad Victora, który staje się jego najlepszym przyjacielem[5][6].
- Bebe Wood jako Lake Meriwether, najlepsza przyjaciółka Mii z obsesją na punkcie mediów społecznościowych, która spotykała się z Felixem, a później związała się z Lucy[5][6].
- Mason Gooding jako Andrew, zarozumiały i znany sportowiec w Creekwood High School[5][6].
- George Sear jako Benji Campbell, otwarty i czarujący kolega Victora, który zostaje chłopakiem Victora[5][6].
- Isabella Ferreira jako Pilar Salazar, młodsza, niezadowolona z przeprowadzki, siostra Victora[5][6].
- Mateo Fernandez jako Adrian Salazar, młodszy brat Victora[5][6].
- James Martinez jako Armando Salazar, ojciec Victora[5][6].
- Ana Ortiz jako Isabel Salazar, mama Victora[8][6].
- Ava Capri jako Lucy, przyjaciółka Benjiego i była dziewczyna Andrew, która zaczęła się spotykać z Lake[9][6].
- Anthony Keyvan jako Rahim, pochodzący z irańsko-muzułmańskiej rodziny przyjaciel Pilar; gej[9][6].

### Drugoplanowa
- Nick Robinson jako Simon Spier, mieszkający w Nowym Jorku absolwent Creekwood High School, który pomaga Victorowi. Robinson powtórzył swoją rolę z filmu Twój Simon[5][6].
- Mekhi Phifer jako Harold Brooks, ojciec Mii[6].
- Sophia Bush jako Veronica, narzeczona ojca Mii[10][6].
- Charlie Hall jako Kieran, przyjaciel Andrew, członek szkolnej drużyny koszykówki[6].
- AJ Carr jako Teddy, przyjaciel Andrew, członek szkolnej drużyny koszykówki[6].
- Lukas Gage jako Derek, były chłopak Benjiego[6].
- Betsy Brandt jako Dawn Westen, matka Felixa, która zmaga się z problemami psychicznymi[11].
- Julie Benz jako Shelby, przyjaciółka Armando, którą poznał podczas spotkań PFLAG i z którą zaczyna się umawiać[12].
- Nico Greetham jako Nick, chłopak z nowego kościół Salazarów, z którym Victor umawiał się bez zobowiązań[13].
- Tyler Lofton jako Connor, kelner, z którym spotykał się Rahim[14].

### Gościnna
- Beth Littleford jako Sarah, kierowniczka kawiarni, w której pracują Victor i Benji[6].
- Leslie Grossman jako Georgina Meriwether, reporterka lokalnych wiadomości i matka Lake[15].
- Andy Richter jako trener Ford, nauczyciel wychowania fizycznego i trener drużyny koszykarskiej w Creekwood High School[6].
- Will Ropp jako Wyatt, przyjaciel Andrew, członek szkolnej drużyny koszykówki[6].
- Ali Wong jako pani Thomas, nauczycielka edukacji seksualnej w Creekwood High School[16].
- Steven Heisler jako Roger, były szef Armando, z którym Isabel miała romans[17].
- Keiynan Lonsdale jako Bram Greenfeld, chłopak Simona. Lonsdale powtórzył swoją rolę z filmu Twój Simon[18][19].
- Tommy Dorfman jako Justin, współlokator Brama i Simona[20].
- River Gallo jako Kim, niebinarny współlokator Brama i Simona[20].
- Natasha Rothwell jako pani Albright, wicedyrektorka Creekwood High School, wcześniej nauczała aktorstwa. Rothwell powtórzyła swoją rolę z filmu Twój Simon[19].
- Terri Hoyos jako Natalia Salazar, babcia Victora[21].
- Juan Carlos Cantu jako Tito Salazar, dziadek Victora[21].
- Josh Duhamel jako Jack Spier, ojciec Simona. Duhamel powtórzył swoją rolę z filmu Twój Simon[22][6].
- Daniel Croix jako Tyler, student, z którym się spotykała Mia[6].
- Kevin Rahm jako Charles Campbell, ojciec Benjiego[6].
- Embeth Davidtz i Amy Pietz jako Margaret Campbell, matka Benjiego[6].
- Nicholas Hamilton jako Charlie, chłopak, z którym umówił się Rahim[12].
- Sean O’Bryan jako ojciec Lawrence, ksiądz z byłej parafii Salazarów[12].
- Artemis Pebdani jako matka Rahima[23].
- Tracie Thoms jako Naomi, matka Mii[23].
- Nia Vardalos jako Theresa, kobieta, którą poznali Isabel i Armando podczas spotkań PFLAG[24].
- Joshua Colley jako Liam, uczeń Creekwood High School, który ukrywa, że jest gejem[25].

## Emisja
Pierwszy sezon Twój Victor zadebiutował 17 czerwca 2020 roku w serwisie Hulu w Stanach Zjednoczonych. Drugi sezon pojawił się 11 czerwca 2021 roku. Premiera trzeciego i zarazem ostatniego sezonu miała miejsce 15 czerwca 2022 roku. Od 23 lutego 2021 roku serial jest dostępny poza Stanami w serwisie Disney+ pod marką „Star”, a od 31 sierpnia Ameryce Łacińskiej na Star+. W Polsce dwa pierwsze sezony udostępniono 14 czerwca 2022 roku, równocześnie ze startem Disney+, natmiast trzeci – dzień później, 15 czerwca.

### Przegląd sezonów
| Sezon | Sezon | Odcinki | Oryginalna emisja (Stany Zjednoczone) | Oryginalna emisja (Polska) |
| ----- | ----- | ------- | ------------------------------------- | -------------------------- |
|       | 1     | 10      | 17 czerwca 2020                       | 14 czerwca 2022            |
|       | 2     | 10      | 11 czerwca 2021                       | 14 czerwca 2022            |
|       | 3     | 8       | 15 czerwca 2022                       | 15 czerwca 2022            |

## Lista odcinków

### Sezon 1 (2020)
| №  | Nr | Tytuł                        | Tytuł polski                 | Reżyseria      | Scenariusz                      | Premiera (Hulu) | Premiera w Polsce (Disney+) |
| -- | -- | ---------------------------- | ---------------------------- | -------------- | ------------------------------- | --------------- | --------------------------- |
| 1  | 1  | Welcome to Creekwood         | Witaj w Creekwood            | Amy York Rubin | Isaac Aptaker, Elizabeth Berger | 17 czerwca 2020 | 14 czerwca 2022             |
| 2  | 2  | Stoplight Party              | Impreza stop light           | Jason Ensler   | Brian Tanen                     | 17 czerwca 2020 | 14 czerwca 2022             |
| 3  | 3  | Battle of the Bands          | Bitwa Kapel                  | Pilar Boehm    | Jen Braeden                     | 17 czerwca 2020 | 14 czerwca 2022             |
| 4  | 4  | The Truth Hurts              | Prawda boli                  | Michael Lennox | Marcos Luevanos                 | 17 czerwca 2020 | 14 czerwca 2022             |
| 5  | 5  | Sweet Sixteen                | Słodka szesnastka            | Anne Fletcher  | Sheila Lawrence                 | 17 czerwca 2020 | 14 czerwca 2022             |
| 6  | 6  | Creekwood Nights             | Noce w Creekwood             | Anu Valia      | David Smithyman                 | 17 czerwca 2020 | 14 czerwca 2022             |
| 7  | 7  | What Happens In Willacoochee | Co się dzieje w Willacoochee | Jay Karas      | Danny Fernandez                 | 17 czerwca 2020 | 14 czerwca 2022             |
| 8  | 8  | Boys’ Trip                   | Wycieczka                    | Todd Holland   | Brian Tanen                     | 17 czerwca 2020 | 14 czerwca 2022             |
| 9  | 9  | Who the Hell is B?           | Who the Hell is B?           | Rebecca Asher  | Jeremy Roth, Jess Pineda        | 17 czerwca 2020 | 14 czerwca 2022             |
| 10 | 10 | Spring Fling                 | Bal                          | Jason Ensler   | Jillian Moreno                  | 17 czerwca 2020 | 14 czerwca 2022             |

### Sezon 2 (2021)
| №  | Nr | Tytuł                  | Tytuł polski                | Reżyseria             | Scenariusz                      | Premiera (Hulu) | Premiera w Polsce (Disney+) |
| -- | -- | ---------------------- | --------------------------- | --------------------- | ------------------------------- | --------------- | --------------------------- |
| 11 | 1  | Perfect Summer Bubble  | Wakacje pod kloszem         | Jason Ensler          | Isaac Aptaker, Elizabeth Berger | 11 czerwca 2021 | 14 czerwca 2022             |
| 12 | 2  | Day One, Take Two      | Drugi pierwszy dzień szkoły | Alex Hardcastle       | Brian Tanen                     | 11 czerwca 2021 | 14 czerwca 2022             |
| 13 | 3  | There’s No Gay in Team | Drużyna bez gejów           | Alex Hardcastle       | JC Lee                          | 11 czerwca 2021 | 14 czerwca 2022             |
| 14 | 4  | The Sex Cabin          | Miłosny wypad               | Jason Ensler          | Jillian Moreno, Alex Freund     | 11 czerwca 2021 | 14 czerwca 2022             |
| 15 | 5  | Gay Gay                | Jak być gejem?              | Kristin Windell       | Marcos Luevanos                 | 11 czerwca 2021 | 14 czerwca 2022             |
| 16 | 6  | Sincerely, Rahim       | Twój Rahim                  | Sarah Boyd            | Michelle Lirtzman               | 11 czerwca 2021 | 14 czerwca 2022             |
| 17 | 7  | Table for Four         | Co za dużo, to niezdrowo    | Satya Bhabha          | Jeremy Roth                     | 11 czerwca 2021 | 14 czerwca 2022             |
| 18 | 8  | The Morning After      | Co dalej?                   | Natalia Leite         | Sarah LaBrie                    | 11 czerwca 2021 | 14 czerwca 2022             |
| 19 | 9  | Victor’s Day Off       | Victor ma wolne             | Kevin Rodney Sullivan | Brian Tanen                     | 11 czerwca 2021 | 14 czerwca 2022             |
| 20 | 10 | Close Your Eyes        | Zamknij oczy                | Jason Ensler          | Isaac Aptaker, Elizabeth Berger | 11 czerwca 2021 | 14 czerwca 2022             |

### Sezon 3 (2022)
| №  | Nr | Tytuł                        | Tytuł polski                  | Reżyseria       | Scenariusz                      | Premiera (Hulu) | Premiera w Polsce (Disney+) |
| -- | -- | ---------------------------- | ----------------------------- | --------------- | ------------------------------- | --------------- | --------------------------- |
| 21 | 1  | It’s You                     | To ty                         | Jason Ensler    | Brian Tanen                     | 15 czerwca 2022 | 15 czerwca 2022             |
| 22 | 2  | Fast Times at Creekwood High | Szybkie razy w Creekwood High | Melissa Kosar   | Marcos Luevanos                 | 15 czerwca 2022 | 15 czerwca 2022             |
| 23 | 3  | The Setup                    | Ustawka                       | Steven Canals   | Rick Wiener, Kenny Schwartz     | 15 czerwca 2022 | 15 czerwca 2022             |
| 24 | 4  | You Up?                      | Piszesz się?                  | Jason Ensler    | Michelle Lirtzman               | 15 czerwca 2022 | 15 czerwca 2022             |
| 25 | 5  | Lucas and Diego              | Lucas i Diego                 | Randall Winston | Debby Wolfe                     | 15 czerwca 2022 | 15 czerwca 2022             |
| 26 | 6  | Agent of Chaos               | Agent chaosu                  | Jason Ensler    | Nasser Samara                   | 15 czerwca 2022 | 15 czerwca 2022             |
| 27 | 7  | The Gay Award                | Gejowa nagroda                | Natalia Leite   | Alex Freund, Jillian Moreno     | 15 czerwca 2022 | 15 czerwca 2022             |
| 28 | 8  | Brave                        | Odwaga                        | Jason Ensler    | Isaac Aptaker, Elizabeth Berger | 15 czerwca 2022 | 15 czerwca 2022             |

## Produkcja

### Rozwój projektu
W kwietniu 2019 roku poinformowano, że planowany jest serial na podstawie filmu Twój Simon (oryg. Love, Simon) dla Disney+. Showrunnerami zostali scenarzyści Twojego Simona, Isaac Aptaker i Elizabeth Berger, a produkcją miało się zająć 20th Century Fox Television. W sierpniu poinformowano, że będzie skupiał się na nowych bohaterach w tym samym świecie, co film. Nick Robinson, który zagrał tytułową rolę w filmie, został producentem razem z Shawnem Wiltem. W lutym 2020 roku ujawniono, że serial będzie nosił tytuł Love, Victor. Zadecydowano również, że serial będzie udostępniony na Hulu, zamiast na Disney+. Producentami wykonawczymi zostali Aptaker i Berger oraz Marty Bowen, Isaac Klausner, Adam Londy, Pouya Shahbazian, Brian Tanen, Jason Ensler, Adam Fishbach i Wyck Godfrey.
W sierpniu poinformowano, że został zamówiony drugi sezon serialu, a w lipcu 2021 roku Hulu zamówiło trzeci. W lutym 2022 roku ujawniono, że serial zostanie zakończony po trzech sezonach.

### Casting
W czerwcu 2019 roku poinformowano, że Ana Ortiz zagra Isabel. W połowie sierpnia ogłoszono, że tytułowego bohatera, Victora, zagra Michael Cimino. Do obsady dołączyli wtedy również James Martinez jako Armando, Isabella Ferreira jako Pilar, Mateo Fernandez jako Adrian, Johnny Sequoyah jako Mia, Bebe Wood jako Lake, George Sear jako Benji, Anthony Turpel jako Felix i Mason Gooding jako Andrew. Poinformowano również, że Nick Robinson, który zagrał tytułową rolę w filmie Twój Simon, będzie narratorem w serialu. Pod koniec miesiąca podjęto decyzję, że Rachel Hilson zastąpi Sequoyah. W październiku poinformowano, że Sophia Bush zagra Veronicę.
W listopadzie 2020 roku do obsady drugiego sezonu dołączyli: Betsy Brandt jako Dawn oraz Ava Capri i Anthony Keyvan. W marcu 2022 roku ujawniono, że Nico Greetham zagra Nicka w trzecim sezonie.

### Zdjęcia
Zdjęcia do pierwszego sezonu rozpoczęły się w sierpniu 2019 roku w Los Angeles. Zdjęcia do drugiego sezonu rozpoczęto w listopadzie 2020 roku, a do trzeciego – w listopadzie 2021 roku.

## Muzyka
W maju 2020 roku poinformowano, że Siddhartha Khosla i Lauren Culjak napiszą muzykę do serialu. 19 czerwca 2020 roku został wydany przez Hollywood Records minialbum, Songs from Love, Victor: Season 1 Original Soundtrack, z utworami napisanymi przez Lelanda. Znalazła się na niej czołówka serialu w wykonaniu Tylera Glenna. 11 czerwca 2021 roku Hollywood Records wydało Songs from Love, Victor: Season 2 Original Soundtrack. Natomiast 15 czerwca 2022 roku został wydany Songs from Love, Victor: Season 3 Original Soundtrack.
| Songs from Love, Victor: Season 1 Original Soundtrack – 2020 | Songs from Love, Victor: Season 1 Original Soundtrack – 2020 | Songs from Love, Victor: Season 1 Original Soundtrack – 2020 | Songs from Love, Victor: Season 1 Original Soundtrack – 2020 | Songs from Love, Victor: Season 1 Original Soundtrack – 2020 |
| Nr                                                           | Tytuł utworu                                                 | Wykonawca                                                    | Autor                                                        | Długość                                                      |
| ------------------------------------------------------------ | ------------------------------------------------------------ | ------------------------------------------------------------ | ------------------------------------------------------------ | ------------------------------------------------------------ |
| 1.                                                           | „Somebody Tell Me (Theme song from Love, Victor)”            | Tyler Glenn                                                  | J. Palmer, Leland                                            | 2:48                                                         |
| 2.                                                           | „Athlete”                                                    | Greyson Chance                                               | G. Chance, J. Palmer, Leland                                 | 3:12                                                         |
| 3.                                                           | „God, This Feels Good”                                       | Isaac Dunbar                                                 | J. Palmer, Leland, I. Dunbar                                 | 3:18                                                         |
|                                                              |                                                              |                                                              |                                                              | 9:18                                                         |

| Songs from Love, Victor: Season 2 Original Soundtrack – 2021 | Songs from Love, Victor: Season 2 Original Soundtrack – 2021 | Songs from Love, Victor: Season 2 Original Soundtrack – 2021 | Songs from Love, Victor: Season 2 Original Soundtrack – 2021 | Songs from Love, Victor: Season 2 Original Soundtrack – 2021 |
| Nr                                                           | Tytuł utworu                                                 | Wykonawca                                                    | Autor                                                        | Długość                                                      |
| ------------------------------------------------------------ | ------------------------------------------------------------ | ------------------------------------------------------------ | ------------------------------------------------------------ | ------------------------------------------------------------ |
| 1.                                                           | „Heaven Is a Hand to Hold”                                   | Duncan Laurence                                              | Leland, D. Laurence, J. Garfield, P. Thomas                  | 2:41                                                         |
| 2.                                                           | „She Said”                                                   | Fletcher                                                     | Leland, C. Fletcher, S. Cubit                                | 2:48                                                         |
| 3.                                                           | „FYI”                                                        | Serpentwithfeet                                              | Leland, B. Newbill, J. Wise                                  | 3:24                                                         |
| 4.                                                           | „Young Love”                                                 | Carlie Hanson i George Sear                                  | Leland                                                       | 3:07                                                         |
| 5.                                                           | „Windows”                                                    | Tayla Parx                                                   | Leland, B. Newbill, T. Parx                                  | 3:17                                                         |
| 6.                                                           | „Horizontal”                                                 | Alice Longyu Gao                                             | A. Gao, Leland, M. Love, P. Thomas                           | 2:59                                                         |
| 7.                                                           | „Private Life”                                               | Allie X                                                      | A. Hughes, Leland, P. Thomas                                 | 4:23                                                         |
| 8.                                                           | „Infinity”                                                   | Fancy Hagood                                                 | Leland, F. Hagood, J. Abrahart, P. Thomas                    | 3:11                                                         |
|                                                              |                                                              |                                                              |                                                              | 25:50                                                        |

| Songs from Love, Victor: Season 3 Original Soundtrack – 2022 | Songs from Love, Victor: Season 3 Original Soundtrack – 2022 | Songs from Love, Victor: Season 3 Original Soundtrack – 2022 | Songs from Love, Victor: Season 3 Original Soundtrack – 2022 | Songs from Love, Victor: Season 3 Original Soundtrack – 2022 |
| Nr                                                           | Tytuł utworu                                                 | Wykonawca                                                    | Autor                                                        | Długość                                                      |
| ------------------------------------------------------------ | ------------------------------------------------------------ | ------------------------------------------------------------ | ------------------------------------------------------------ | ------------------------------------------------------------ |
| 1.                                                           | „Mission”                                                    | Vincint                                                      | V. Cannady, Leland                                           | 2:39                                                         |
| 2.                                                           | „Armageddon”                                                 | Black Polish                                                 | Leland                                                       | 2:57                                                         |
| 3.                                                           | „Dinner”                                                     | Grag Queen                                                   | Leland                                                       | 2:53                                                         |
| 4.                                                           | „Only You”                                                   | Jonah Mutono                                                 | Vince Clarke                                                 | 2:27                                                         |
|                                                              |                                                              |                                                              |                                                              | 10:56                                                        |

## Odbiór

### Krytyka w mediach
Serial spotkał się z przeważnie pozytywną reakcją krytyków. W serwisie Rotten Tomatoes 90% z 50 recenzji sezonu pierwszego uznano za pozytywne, a średnia ocen wystawionych na ich podstawie wyniosła 7,1/10. W przypadku drugiego sezonu 100% z 23 recenzji uznano za pozytywne ze średnią ocen 8,1/10. Natomiast przy trzecim sezonie 85% z 13 recenzji było pozytywnych, a średnia ocen wyniosła 7,7/10. Na portalu Metacritic średnia ważona ocen z 21 recenzji pierwszego sezonu wyniosła 69 punktów na 100.
Recenzując pierwszy sezon Robert Lloyd z „Los Angeles Times” napisał, że „poza głównym wątkiem (...) żaden inny nie wydaje się szczególnie oryginalny; ale to nie stanowi problemu, ponieważ postacie są sympatyczne, serial jest przyjemny, a emocje są prawdziwe”. Caroline Framke z „Variety” stwierdziła, że „Love, Victor toczy się powoli, jest celowo nijaki i przyjemnie łagodny. Jest jak najbardziej odpowiedni dla nastoletnich odbiorców”. Natomiast Alan Sepinwall z „Rolling Stone” ocenił, że „pomimo wszystkich błędów, które popełniają zarówno Victor, jak i serial telewizyjny nazwany jego imieniem, obaj są ostatecznie… przyjemni”.
Oceniając drugi sezon Jackson McHenry z Vulture stwierdził, że Love, Victor ukazuje „sprytny, wiarygodny paradoks rodzicielskiej akceptacji”, a Jude Dry z Indie Wire napisała, że „w swoim drugim sezonie „Love, Victor” dostarcza więcej uroczych, dziwacznych postaci i delikatnych romansów nastolatków, które dały mu tak mocny początek”.

### Nagrody i nominacje
| Rok  | Ceremonia                                   | Kategoria                                                           | Nominowani                                           | Rezultat  | Przypis |
| ---- | ------------------------------------------- | ------------------------------------------------------------------- | ---------------------------------------------------- | --------- | ------- |
| 2021 | Dorian Awards                               | Najlepszy serial telewizyjny o tematyce LGBTQ                       | Twój Victor                                          | Nominacja | [ 53 ]  |
| 2021 | Dorian Awards                               | Najlepszy przeoczony serial telewizyjny                             | Twój Victor                                          | Wygrana   | [ 53 ]  |
| 2021 | GLAAD Media Awards                          | Najlepszy serial komediowy                                          | Twój Victor                                          | Nominacja | [ 54 ]  |
| 2021 | Gold Derby Television Awards                | Najlepszy serial komediowy                                          | Twój Victor                                          | Nominacja | [ 55 ]  |
| 2021 | Gold Derby Television Awards                | Najlepszy aktor komediowy                                           | Michael Cimino                                       | Nominacja | [ 55 ]  |
| 2021 | Imagen Awards                               | Najlepsza główna rola męska w komedii                               | Michael Cimino                                       | Wygrana   | [ 56 ]  |
| 2021 | Imagen Awards                               | Najlepszy serial komediowy w primetime                              | Twój Victor                                          | Wygrana   | [ 56 ]  |
| 2021 | Imagen Awards                               | Najlepsza drugoplanowa rola męska w komedii                         | James Martinez                                       | Nominacja | [ 56 ]  |
| 2021 | Imagen Awards                               | Najlepsza drugoplanowa rola kobieca w komedii                       | Ana Ortiz                                            | Nominacja | [ 56 ]  |
| 2021 | Online Film & Television Association Awards | Najlepsza reżysera w serialu komediowym                             | Twój Victor                                          | Nominacja | [ 57 ]  |
| 2022 | Casting Society of America Awards           | Najlepszy casting do pilota i pierwszego sezonu serialu komediowego | Josh Einsohn, Tiffany Little Canfield, Conrad Woolfe | Nominacja | [ 58 ]  |
| 2022 | GLAAD Media Awards                          | Najlepszy serial komediowy                                          | Twój Victor                                          | Nominacja | [ 59 ]  |